# Epipole van Carystus
Epipole (Oudgrieks: Ἐπιπολή) is een vrouwelijke militair die volgens de mythe mee zou hebben gevochten in de Trojaanse oorlog. Haar vader Trachion kwam uit Carystus en om aan de zijde van de Grieken mee te kunnen strijden zou zij zich hebben uitgegeven voor een man. Daarmee is zij een van de eerste vermeldingen van een vrouw die zich vermomde om mee te kunnen strijden in een oorlog.
Palamedes ontdekte haar sekse. Hierna werd ze door haar Griekse strijdkameraden gestenigd. Een dergelijke reactie was extreem geeft Norena Shopland aan. Over het algemeen waren mannen voorzichtig positief tegenover vrouwen die aan hun zijde meestreden. Haar verhaal is opgetekend door Ptolomeaeus Chennus.